# The Ranch Chicken
The Ranch Chicken est un film muet américain réalisé par Allan Dwan et sorti en 1911.

## Fiche technique
- Titre : The Ranch Chicken
- Réalisation : Allan Dwan
- Genre : Western - Comédie
- Production : American Film Manufacturing Company
- Distribution : Motion Picture Distributors and Sales Company
- Date de sortie :
  - États-Unis : 6 juillet 1911

## Distribution
- J. Warren Kerrigan
- Pauline Bush
- Jack Richardson